# Bill i Janet
Bill i Janet (originalment en anglès, The Smeds and the Smoos) és un curtmetratge britànic d'animació de 2022 dirigit per Samantha Cutler i Daniel Snaddon. El 24 de febrer de 2023 es va estrenar la versió doblada al català a càrrec de Rita&Luca Films, que va distribuir-lo juntament amb altres curtmetratges sota el títol de Bill i Janet i altres cròniques marcianes.

## Sinopsi
La Janet és una vermelleta que s'avorreix de jugar a l’aigua i el Bill és un blauet que es cansa de saltar pel turó. Un matí es troben al Bosc Encantat i s'enamoren. Quan les seves famílies se n’assabenten, s'enfaden moltíssim, i els recorden que mai han de jugar l’un amb l’altre. Però el Bill i la Janet volen estar junts i continuen reunint-se en secret fins que, finalment, decideixen fugir del planeta.